# Wilhelm Beer
Wilhelm Beer, född 14 januari 1797 i Berlin, död där 27 mars 1850, var en tysk amatörastronom och bankir. Han var bror till musikern Giacomo Meyerbeer.
Beer ingick 1813 i frivillig krigstjänst, men fick 1815 på begäran avsked och övertog därefter ledningen av sin fars affärer. Varm vän av astronomin, anordnade Beer i sin villa i Tiergarten vid Berlin ett observatorium, vid vilket han lyckades anställa den berömde von Mädler. De viktigaste resultaten av dessa båda mäns observationer offentliggjordes i Physische Beobachtungen des Mars in der Erdnähe (1830) och Mappa selenographica (1834–1836). Detta senare arbete är den första fullständiga och noggranna generalkartan över den synliga delen av månen. Beer tilldelades Lalandepriset 1836, tillsammans med von Mädler.